# ドラマチックエリア
ドラマチックエリアとは、東日本高速道路（以下「NEXCO東日本」）が高速道路のサービスエリア（SA）・パーキングエリア（PA）に展開する商業施設である。

## 概要
ドラマチックエリアのコンプセントは地域性で、地域の特色を生かし、特産品を揃え、地域ならではの「ドラマ」を演出するとしている。
例えば、上信越自動車道のドラマチックエリア横川上り線には「信越本線横川駅」の再現として実物の列車車両の一部が存置されていたり、常磐自動車道のドラマチックエリア友部には上下線とも「武家屋敷」と「蔵」がイメージした建物になっている。
食も、山の幸や海の幸などの地域のものを取り入れ、関越自動車道のドラマチックエリア赤城高原下り線には名物「水沢うどん」が販売されている。

## 店舗
- ドラマチックエリア菅生（東北自動車道 菅生PA〈宮城県柴田郡村田町〉）
  - 上り線 2008年（平成20年）8月11日オープン。 「食材王国みやぎ」
  - 下り線 2012年（平成24年）4月27日オープン。 「オリジナルな『粋』」
- ドラマチックエリア横川（上信越自動車道 横川SA〈群馬県安中市〉）
  - 上り線 2009年（平成21年）3月26日オープン。「横川駅メモリアル」
  - 下り線 2011年（平成23年）3月28日オープン。「軽井沢ゲート」
- ドラマチックエリア赤城高原（関越自動車道 赤城高原SA〈群馬県利根郡昭和村〉）
  - 上り線 2018年（平成30年）4月24日オープン[3]。「かみつけ山麓テラス風そよぐ木もれびマーケット」
  - 下り線 2009年（平成21年）7月オープン。「高原の香りとぬくもり」
- ドラマチックエリア友部（常磐自動車道 友部SA〈茨城県笠間市〉）
  - 上下線 2010年（平成22年）12月25日オープン。上り線 : 「常陸の海」 / 下り線 : 「常陸の里山」
- ドラマチックエリア那須高原（東北自動車道 那須高原SA〈栃木県那須郡那須町〉）
  - 上り線 2011年（平成23年）12月21日オープン。「高原のロイヤルリゾート」
  - 下り線 2012年（平成24年）3月26日オープン。「那須・旬感リゾート」
- ドラマチックエリア市原（館山自動車道 市原SA〈千葉県市原市〉）
  - 上り線 2012年（平成24年）7月オープン。「ORGANIC＆RUSTIC」
  - 下り線 2014年（平成26年）3月26日オープン[4]。「食べて、遊んで、房総を思いっきり楽しむマーケットプレイス」
- ドラマチックエリア姨捨（長野自動車道 姨捨SA〈長野県千曲市〉）
  - 上り線 2014年（平成26年）3月29日オープン[4]。「文化宿るおもてなし 〜月の里おばすて〜」
- ドラマチックエリア磐梯山（磐越自動車道 磐梯山SA〈福島県耶麻郡磐梯町〉）
  - 下り線 2014年（平成26年）11月22日オープン[5]。「会津の賑わい城下町」
- ドラマチックエリア上里（関越自動車道 上里SA〈埼玉県児玉郡上里町〉）
  - 上り線 2015年（平成27年）12月25日部分オープン。2016年（平成28年）4月27日グランドオープン[6]。「食を通じて"旅の想い"を紡ぐ里」
- ドラマチックエリア輪厚（道央自動車道 輪厚PA〈北海道北広島市〉）
  - 上り線 2017年（平成29年）4月25日オープン[7]。「旅する"キタみち" 〜新しい北と出会う道〜」
- ドラマチックエリア国見（東北自動車道 国見SA〈福島県伊達郡国見町〉）
  - 下り線 2020年（令和2年）9月29日オープン[8]。「四季見宿」
  - 上り線 2020年（令和2年）10月28日オープン[8]。「四季見宿」
- ドラマチックエリア佐野（東北自動車道 佐野SA〈栃木県佐野市〉）
  - 下り線 2022年（令和4年）7月13日オープン[9]。「佐野パークSA」

## ギャラリー

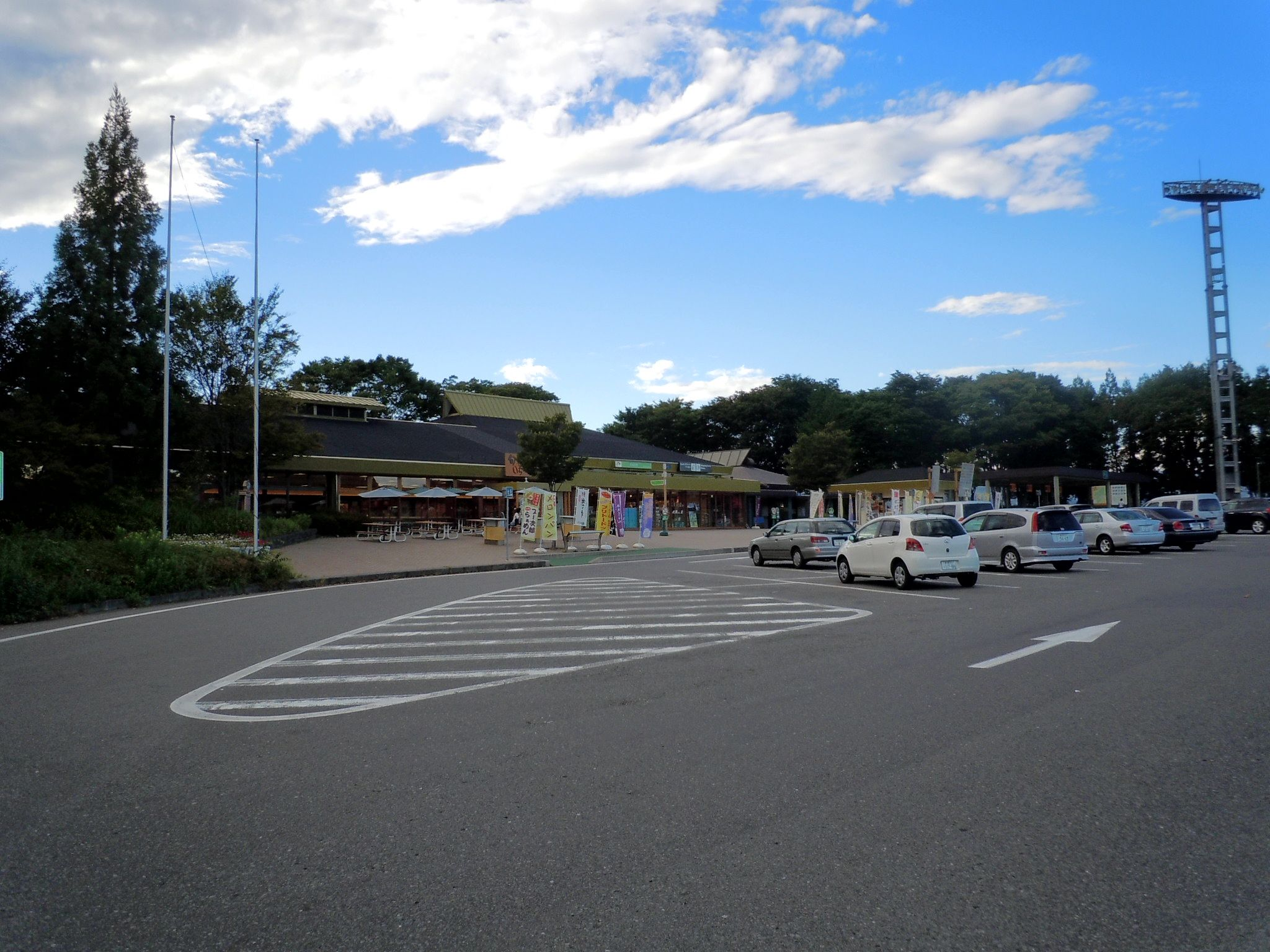
関越自動車道 ドラマチックエリア赤城高原（下り線）
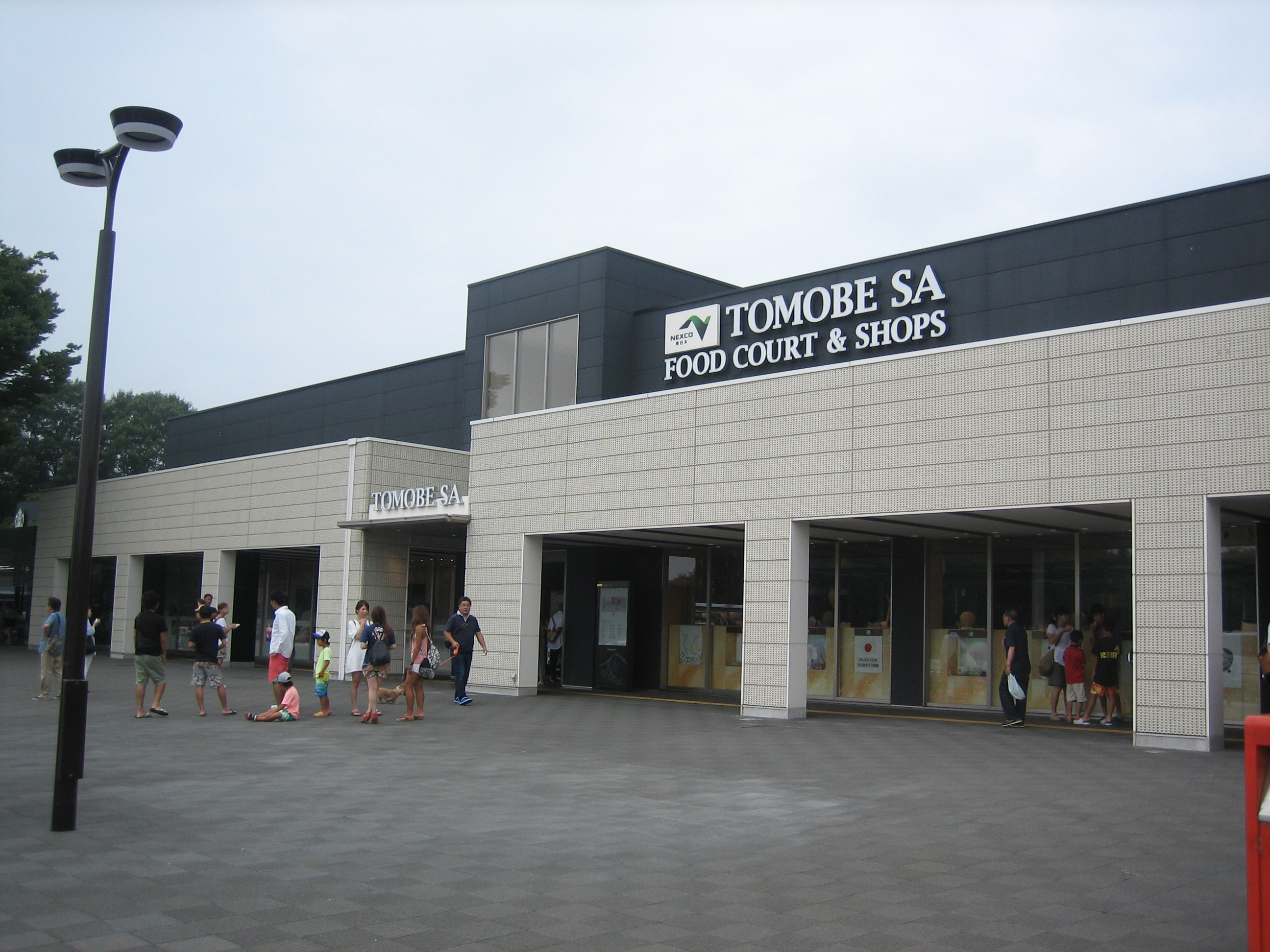
常磐自動車道 ドラマチックエリア友部（下り線）
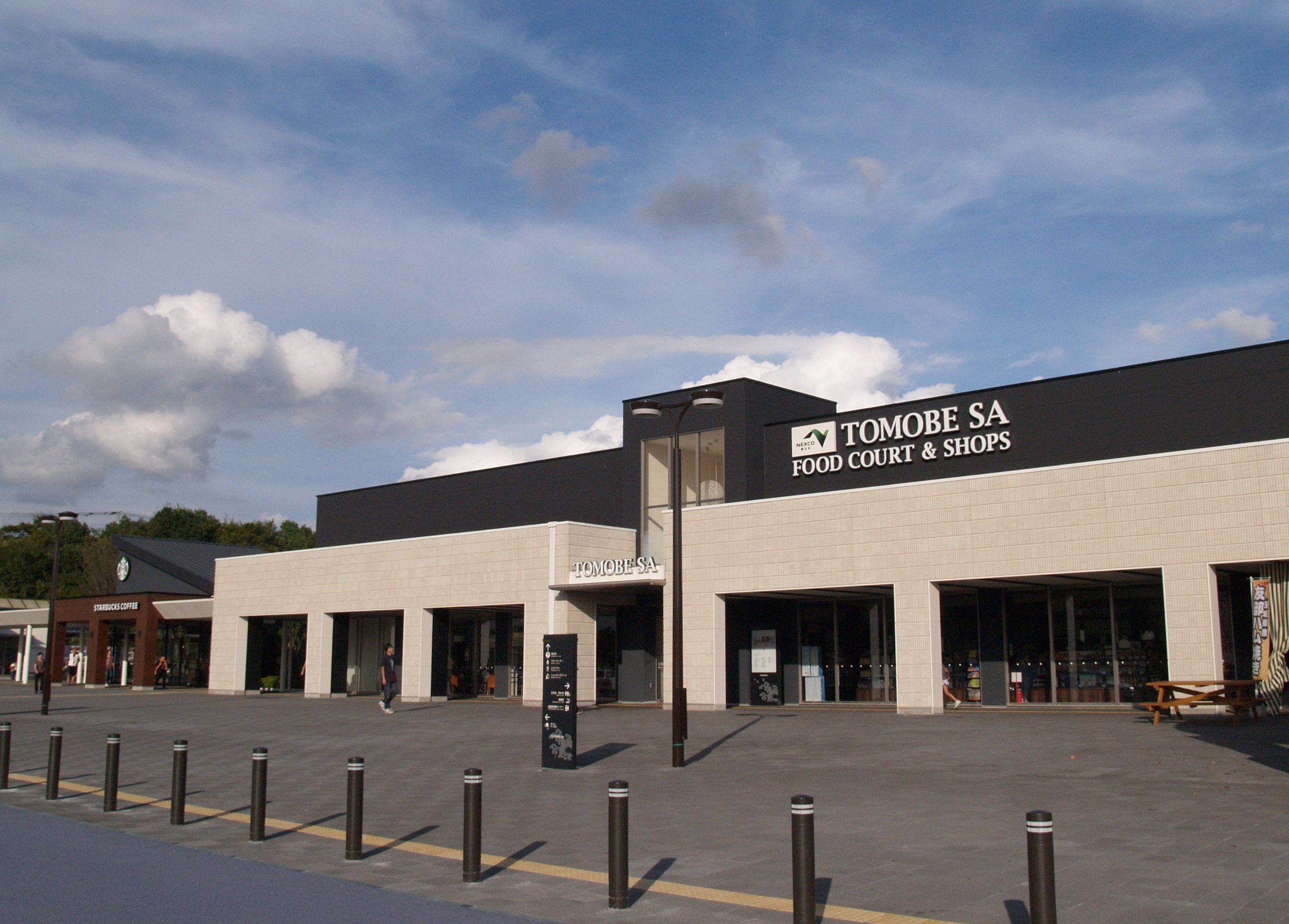
常磐自動車道 ドラマチックエリア友部（上り線）
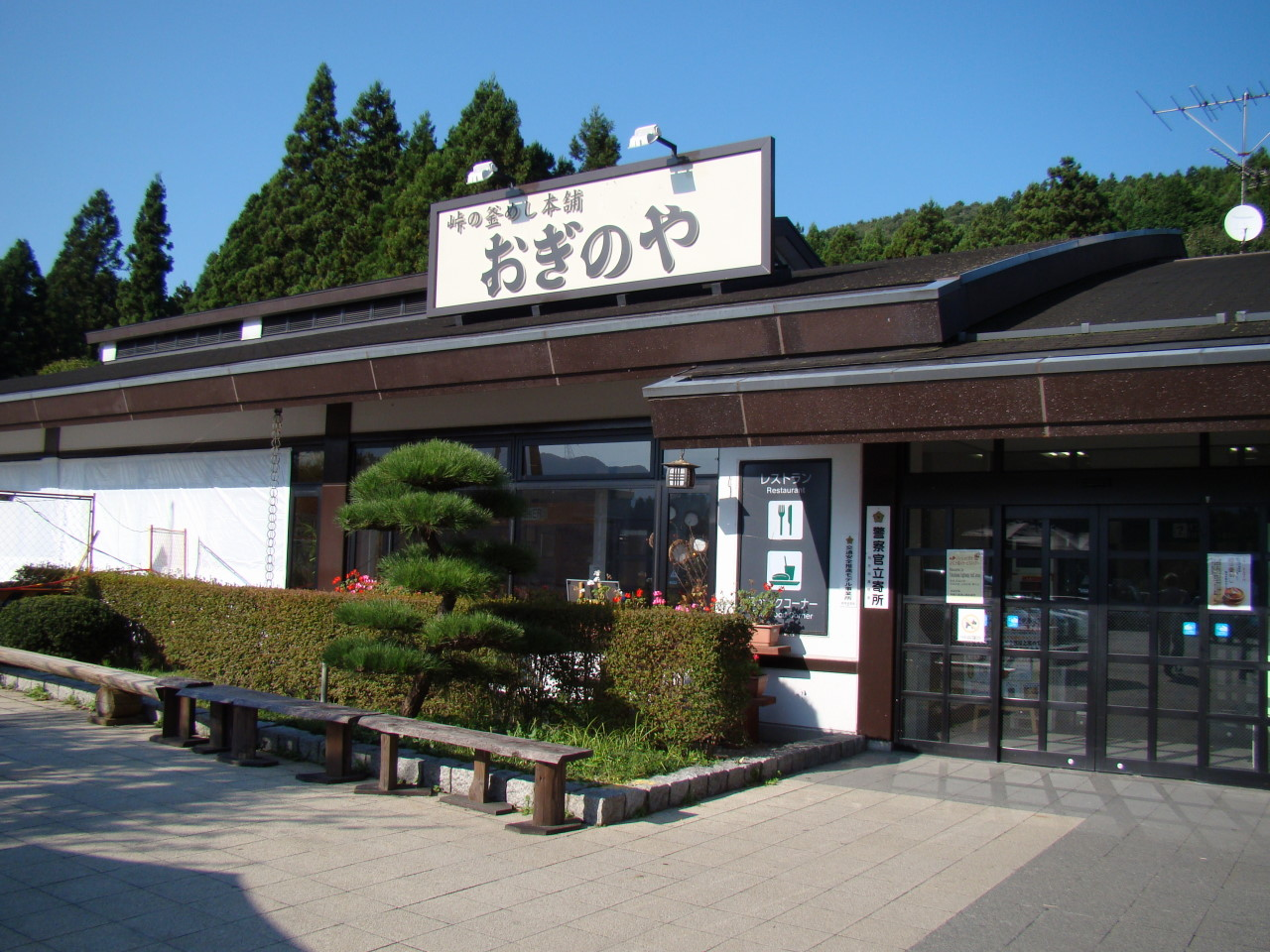
上信越自動車道 ドラマチックエリア横川（上り線）